# 下行线
在中国铁路系统中，下行指从开离首都或者从干线开往支线的方向，供下行向列车行驶的股道称为下行线。下行旅客列车的车次为奇数。